# 600 a.C.

## Eventos
- 45a olimpíada: Antícrates do Epidauro, vencedor do estádio.[1]
- Segundo o mormonismo, Leí, que vivia em Jerusalém durante o reinado de Zedequias, lidera um grupo, da tribo de José, que atravessa o mar e chega à América do Sul. Este povo prospera, mas depois se divide em duas nações inimigas, os nefitas, que seguiram Néfi, o filho mais novo de Leí, e os lamanitas, que seguiram Lamã, o filho mais velho e perverso.[2] Este foi o segundo povoamento da América, o primeiro foi por descendentes de Jarede, e foi extinto por volta de 600 a.C. Entre 300 e 400 depois de Cristo, os nefitas foram destruídos pelos lamanitas, que se tornaram os nativos americanos.[3]